# Hasna Barkat Daoud
Hasna Barkat Daoud est une avocate djiboutienne et ancienne ministre du gouvernement.

## Carrière
Hasna Barkat Daoud était ministre de la Jeunesse, des Sports et du Tourisme depuis au moins 2010 sous la présidence d'Ismaïl Omar Guelleh,. À ce titre, elle a représenté Djibouti lors de la sixième réunion du Comité exécutif du Forum de la Corne de l'Horizon qui a eu lieu en mai 2010 et qui a examiné le rôle des jeunes, des médias et des organisations non gouvernementales dans la région . Hasna Barkat Daoud a été ministre des Femmes et de la Planification familiale et également ministre des Relations avec le Parlement depuis au moins 2012. En tant que ministre, elle organise une conférence de la Commission économique pour l'Afrique sur l'éradication des mutilations génitales féminines en février 2014, une cause soutenue par la Première dame Kadra Mahamoud Haid (en). Elle lance aussi le Forum des femmes et de la paix de l'Autorité intergouvernementale pour le développement le 25 octobre 2015 à Djibouti. Lors de cet événement, elle souligne le rôle des femmes dans le rétablissement de la paix, l'intégration régionale et le développement social et économique. Elle assiste enfin à la 18e conférence internationale sur le SIDA et les IST en Afrique à Harare, au Zimbabwe, en décembre 2015.
Hasna Barkat Daoud quitte ses fonctions ministérielles le 15 mai 2016 pour devenir avocate dans la capitale. Moumina Houmed Hassan lui succède au ministère des Femmes.